# دانيال ديموف
دانيال ديموف (بالبلغارية: Даниел Димов)‏ (21 يناير 1989 في بلغاريا - ) هو لاعب كرة قدم بلغاري في مركز قلب الدفاع. شارك مع منتخب بلغاريا تحت 19 سنة لكرة القدم ومنتخب بلغاريا تحت 21 سنة لكرة القدم. أما مع النوادي، فقد لعب مع دنيزلي سبور وليفسكي صوفيا ونادي تشيرنو مور فارنا ومكابي بتاح تكفا.

## وصلات خارجية
- دانيال ديموف على موقع الاتحاد الدولي (مؤرشف)  (الإنجليزية)
- دانيال ديموف على موقع الاتحاد الأوربي (الإنجليزية)
- دانيال ديموف على موقع اتحاد تركيا (لاعب) (الإنجليزية)
- دانيال ديموف على موقع قاعدة بيانات كرة القدم.إي يو (الإنجليزية)
- دانيال ديموف على موقع ناشيونال فوتبول تيمز (الإنجليزية)
- دانيال ديموف على موقع Soccerway.com (الإنجليزية)
- دانيال ديموف على موقع عالم كرة القدم.نت (الإنجليزية)